# A Place Where the Sun Is Silent
A Place Where the Sun Is Silent é o quarto álbum de estúdio da banda de post-hardcore Alesana, lançado no dia 18 de outubro de 2011. Sob a produção de Kris Crummet, o mesmo produtor do álbum antecessor, foi o primeiro e único álbum da banda a ser lançado pela Epitaph Records. O álbum foi dividido em dois atos, e como já é costume da banda, o CD tem um tema definido. Desta vez, Alesana baseou-se no "Inferno" de Dante Alighieri, sendo que o nome do álbum deriva de uma linha interpretada da obra.

## História
Após a banda finalizar os shows restantes das turnês de seu último álbum, anunciaram a vinda de um novo CD, e que iriam começar a trabalhar nele em breve. Depois de finalizarem a escrita do álbum, entraram no estúdio para iniciar as gravações em 25 de março  e depois de um pouco menos de dois meses, exatamente no dia 30 de maio o álbum já estava inteiro gravado. No dia 22 de julho, durante uma apresentação da banda na All Star Tour, Shawn anuncia que o novo álbum iria se chamar A Place Where The Sun is Silent e revelou a data de lançamento do álbum. Após a grande notícia, neste mesmo show a banda toca duas músicas inéditas do álbum, uma chamada The Fiend e a outra Circle VII: The Sins of the Lion. Um mês depois, no dia 24 de agosto, constava no site oficial da Epitaph Records a tracklist completa do álbum e o site AltPress divulgou a estréia da música A Gilded Masquerade

## Faixas
| Act One: The Gate |                                |         |  |
| N.º               | Título                         | Duração |  |
| 1.                | "The Dark Wood of Error"       |         |  |
| 2.                | "A Forbidden Dance"            | 3:53    |  |
| 3.                | "Hand in Hand with the Damned" | 4:36    |  |
| 4.                | "Beyond the Sacred Glass"      | 6:03    |  |
| 5.                | "The Temptress"                | 4:21    |  |
| 6.                | "Circle VII: Sins of the Lion" | 4:09    |  |
| 7.                | "Vestige"                      | 2:58    |  |
| 8.                | "Lullaby of the Crucified"     | 4:48    |  |
| Duração total:    | Duração total:                 | 33:02   |  |

| Act Two: The Immortal Sill |                                               |         |  |
| N.º                        | Título                                        | Duração |  |
| 1.                         | "Before Him All Shall Scatter"                |         |  |
| 2.                         | "Labyrinth"                                   | 4:04    |  |
| 3.                         | "The Fiend"                                   | 3:57    |  |
| 4.                         | "Welcome to the Vanity Faire"                 | 4:37    |  |
| 5.                         | "The Wanderer"                                | 1:37    |  |
| 6.                         | "A Gilded Masquerade"                         | 4:35    |  |
| 7.                         | "The Best Laid Plans of Mice and Marionettes" | 5:35    |  |
| 8.                         | "And Now for the Final Illusion"              | 3:43    |  |
| Duração total:             | Duração total:                                | 29:03   |  |